# Фокс, Сиринда
Сири́нда Фокс (англ. Cyrinda Foxe), настоящее имя — Кэ́тлин Викто́рия Хе́цекян (англ. Katheleen Victoria Hetzekian; 22 февраля 1952, Санта-Моника, Калифорния, США — 7 сентября 2002, Нью-Йорк, Нью-Йорк, США) — американская актриса, фотомодель, публицистка и писательница.

## Биография
Кэтлин Виктория Хецекян (настоящее имя Сиринды Фокс) родилась 22 февраля 1952 года в Санта-Монике (штат Калифорния, США) в армянской семье. Ушла из дома, прежде чем окончила среднюю школу, и некоторое время жила в Техасе, затем переехала в Нью-Йорк. В 1997 году выпустила книгу «Dream On: Livin' on the Edge with Steven Tyler and Aerosmith».

## Личная жизнь
Сиринда трижды была замужем, родила одного ребёнка. У Сиринды также был непродолжительный роман с Дэвидом Боуи, от которого она забеременела, но сделала аборт.
- Первый супруг — Дэвид Йохансен[англ.] (род. 1950), музыкант. Были женаты в 1973—1977 года.
- Второй супруг — Стивен Тайлер (род. 1948), музыкант. Были женаты в 1978—1987 года. В этом браке она родила своего единственного ребёнка — дочь Миа Эбигейл Тайлер (род. 22.12.1978).
- Третий супруг (позже вдовец) — Кит Уа. Были женаты с августа по сентябрь 2002 года до её смерти.

## Смерть
Умерла от рака мозга 7 сентября 2002 года в Нью-Йорке (штат Нью-Йорк, США) в 50-летнем возрасте, перенеся годом ранее инсульт и оставшись частично парализованной.

## Фильмография
| Год  |   | Русское название | Оригинальное название | Роль                |
| ---- | - | ---------------- | --------------------- | ------------------- |
| 1977 | ф | Плохой           | Bad                   | Эр Си               |
| 2000 | с | Топ 10           | Top Ten               | Сиринда Фокс-Тайлер |